# Lilleø, Lollands kommun
Lilleø är en dansk ö i Smålandsfarvandet, mellan Askø och Fejø, norr om Lolland. Den hör till Region Själland och Lollands kommun. Lilleø är förbunden med grannön Askø genom en 700 meter lång vägbank, byggd 1914. Ön har 6 fastboende (2021), på en yta om 0,84 km².